# Teodoro (general bizantino)
Teodoro (en latín: Theodorus, en griego: Θεόδωρος, fl. ca. 610–636) fue el hermano (o medio-hermano) del emperador bizantino Heraclio (r. 610-641), kouropalates y uno de los generales más importantes en la guerra contra las persas de 602-628 y las invasiones árabes.

## Biografía

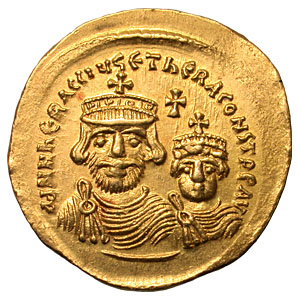
Sólido de oro de Heraclio junto a su hijo, Heraclio Constantino.

Teodoro fue el hijo del general y exarca de África, Heraclio el Viejo, y es usualmente considerado el hermano (aunque Juan de Nikiu sugiere que era el medio hermano) de Heraclio. Poco tiempo después de que Heraclio depusiera al tirano Focas (r. 602-610), Teodoro fue designado como kouropalates, bajo el control de la administración del palacio, el cual en ocasiones era la posición más importante, solo detrás de la oficina imperial.
En 612, luego de la deposición y encarcelamiento del magister militum Prisco, el comando de sus tropas fue asumido por Teodoro y Filípico. A finales de 613, Teodoro acompañó a su hermano en una campaña en contra de los persas cerca de Antioquía. Aunque fue exitosa inicialmente, los bizantinos fueron derrotados y gran parte de Cilicia fue conquistada por los persas.
Teodoro reapareció en 626, cuando fue enviado como parte de un ejército de Heraclio contra las fuerzas del general persa Shahin Vahmanzadegan. Teodoro venció a Shahin en forma contundente en el noreste de Anatolia, y luego se dice que zarpó hacia la ciudad de Constantinopla, la cual estaba siendo asediada por fuerzas ávaras. Para cuando llegó a la ciudad, el sitio prácticamente había terminado, pero entró en negociaciones con el kan ávaro. Luego de firmar la paz con Kavad II en 628, Teodoro fue enviado como representante de su hermano para organizar la retirada persa de Siria y el norte de Mesopotamia. Según cronistas, las guarniciones persas se mostraron reacias a irse, pese a que Teodoro portaba las cartas de Kavad. Esta situación se exacerbó en Edesa en 629/630, donde la comunidad judía local supuestamente había animado a los persas a que se quedaran. En respuesta esto, los bizantinos dispusieron de máquinas de asedio y comenzaron a bombardear la ciudad antes de que los persas aceptaran retirarse. Cuando las tropas de Teodoro entraron a la ciudad, comenzaron a atacar y matar a los judíos, hasta que Heraclio, tras recibir una petición de un judío que había logrado escapar, envió órdenes de que se detuviera la matanza.
Heraclio dejó a Teodoro prácticamente como su virrey en el este, y le confió el comando de las fuerzas bizantinas y la restauración de la autoridad imperial allí. En esta capacidad, Teodoro enfrentó los primeros ataques musulmanes a provincias bizantinas. Aparentemente, Teodoro subestimó a la amenaza musulmana árabe (se dice que se refería a los árabes como «perros muertos») y no pudo contrarrestar sus incursiones. Se piensa que fue el comandante de las fuerzas bizantinas en la Batalla de Mu'tah en 629, el primer encuentro militar importante entre árabes musulmanes y bizantinos. En 634, movió sus tropas desde Mesopotamia a Siria, donde aparentemente sufrió una fuerte derrota en una batalla cerca de Gabitha (probablemente la batalla de Achnadayn el 30 de julio, aunque otras fuentes indican que fue derrotado en octubre). De allí se retiró hacia Edesa o Antioquía, uniéndose a Heraclio. Durante la contraofensiva bizantina de 636, logró reocupar Emesa y Damasco, las cuales habían sido abandonadas por los musulmanes. Es probable que no haya participado en la batalla final el 20 de agosto de 636, en contradicción con fuentes musulmanas (que también indican que murió en esa batalla).
Su fracaso al no poder contrarrestar las incursiones musulmanas causó una distanciamiento con su hermano Heraclio; y se dice que Teodoro criticó el controversial matrimonio de su hermano con su sobrina Martina. En respuesta, Heraclio llamó a Teodoro a Constantinopla y ordenó a su hijo Heracleonas que lo humillara públicamente y lo encarcelara. Esta humillación llevó al hijo de Teodoro, también llamado Teodoro, a participar en el intento fallido de Juan Atalaricos de deponer a Heraclio en 637. Nada se supo del otro hijo de Teodoro, Gregorio.